# NAMES Project AIDS Memorial Quilt

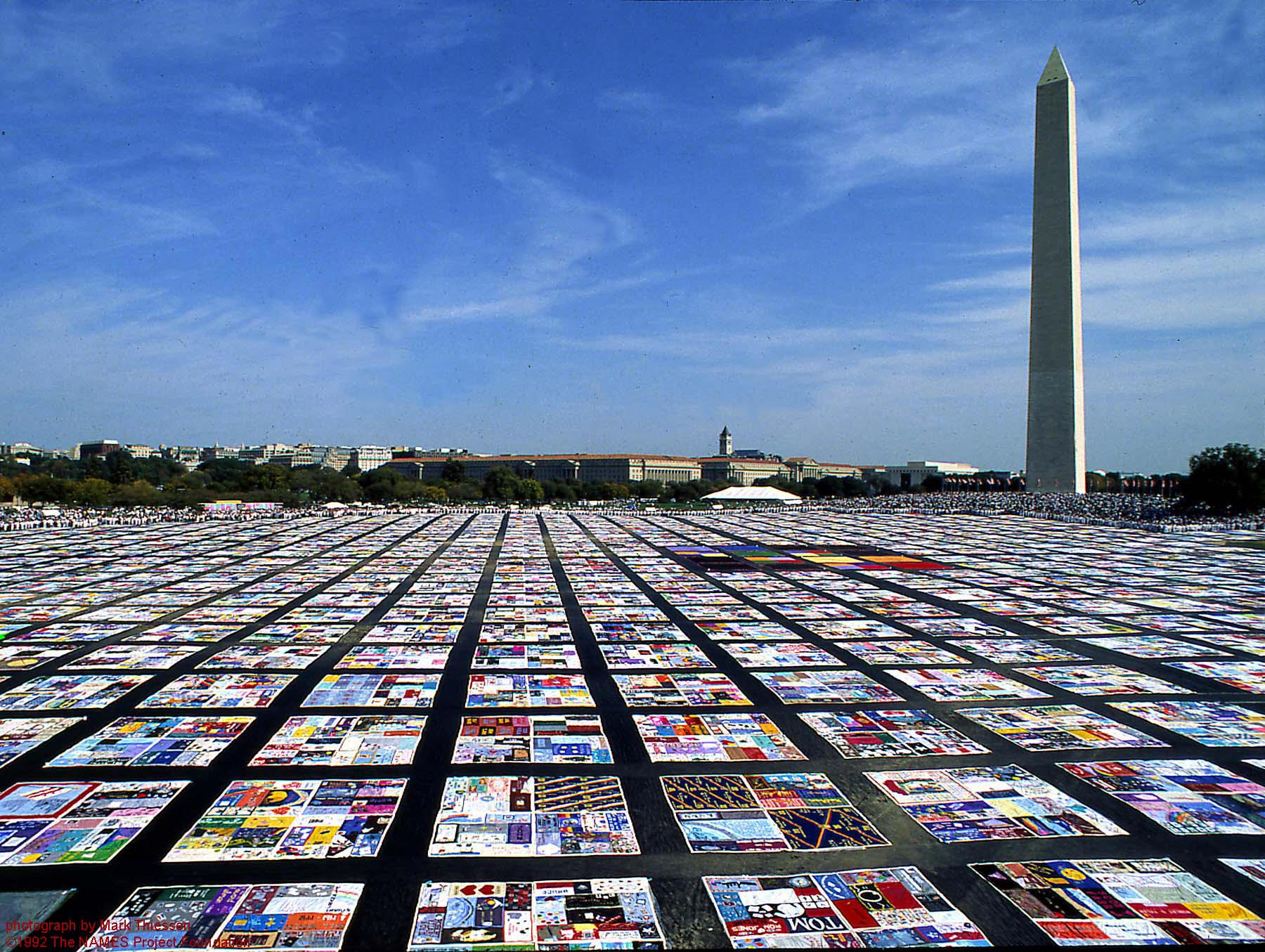
La coperta dei nomi a Washington D.C.

Il NAMES Project AIDS Memorial Quilt, abbreviato in AIDS Memorial Quilt e conosciuto in Italia come coperta dei nomi, è un'enorme coperta realizzata in memoria delle persone che sono morte a causa dell'AIDS. La coperta è costituita da pannelli di stoffa con i nomi dei propri cari defunti, ricamati e cuciti tra loro a formare un'unica ed enorme coperta.
Ancora oggi è considerata l'opera artistica collettiva di maggiori dimensioni al mondo.

## Storia
Il progetto nacque a San Francisco nel 1987 da un'idea dell'attivista Cleve Jones. Dall'inizio degli anni ottanta molte furono le persone che morirono a causa dell'AIDS, non ricevendo funerali a causa della stigmatizzazione sociale e dell'indifferenza governativa sulla malattia. Dopo aver perso lui stesso il proprio compagno, Jones radunò a sé numerosi volontari che diedero vita al progetto, permettendo ad amici e familiari di commemorare i propri cari, realizzando coperte su cui erano stati impressi pensieri e disegni. Ogni pezzo di stoffa veniva unito l'uno all'altro a formare un'unica e grande coperta, come messaggio di energia e solidarietà.
Da San Francisco il progetto si estese ad altre grandi città statunitensi come New York e Los Angeles, facendo arrivare alla sede della fondazione un numero notevole di coperte. La prima ed enorme coperta fu esposta a Washington l'11 ottobre 1987 davanti alla Casa Bianca in occasione della marcia nazionale per i diritti gay. La coperta era formata da 1920 pannelli di stoffa e copriva una superficie pari a due campi di calcio.
Dopo quasi 10 anni dalla sua ideazione, nell'ottobre del 1996 la coperta fu esposta davanti al Campidoglio di Washington e contava 38.000 pannelli, che una volta estesi coprivano un territorio pari a 20 campi da calcio, in cui erano scritti i nomi di oltre 70.000 persone decedute a causa dell'AIDS. Il notevole aumento dei pannelli, testimoniava il numero ancora alto di vittime ma anche nuova presa di coscienza sociale sulla malattia.
Nel corso degli anni, il progetto si è espanso a livello mondiale sensibilizzando le persone e divulgando il messaggio che la malattia non è un problema che tocca solo certe minoranze ma è un problema globale, che può toccare uomini, donne e bambini, indistintamente dall'estrazione sociale e culturale.
In Italia la prima coperta è stata esposta nel 1990 davanti alla Scala di Milano a cura dell'ASA in collaborazione con l'ANLAIDS. Ogni anno viene esposta in occasione della giornata mondiale contro l'AIDS che si tiene il 1º dicembre.

## Composizione
La coperta dei nomi è formata da blocchi composti da otto coperte, ciascuna della misura di 90x180 cm. Le coperte sono generalmente realizzate singolarmente da amici e familiari delle vittime dell'AIDS. I pannelli, estremamente colorati, vengono realizzati con la più estrema libertà nell'utilizzo di stili e materiali, con l'aggiunta del nome del defunto e una dedica rivolta ed esso.
Le tecniche per creare le coperte sono delle più svariate, come il ricamo, patchwork, collage, disegno, applicazioni e molte altre. Ogni tipo di materiale, se non addirittura oggetti, possono essere applicati alle coperte;
- I materiali utilizzati possono essere plastica, metallo, cuoio, jeans, merletto e molti altri.
- Per le decorazione vengono usati strass, paillettes, piume, bottoni e molto altro.
- Vengono applicati anche capi di abbigliamento, come giacche, t-shirt, scarpe, guanti.
- Molti elementi appartenuti al caro scomparso, come capelli, anelli di matrimonio, spille ed altro.

## Influenze
Il tema delle coperte è stato affrontato nel documentario Premio Oscar Common Threads: Stories from the Quilt, diretto e prodotto da Rob Epstein con la voce narrante di Dustin Hoffman. La Sinfonia No. 1 di John Corigliano è ispirata all'AIDS Memorial Quilt.
Nel 2005 è stato realizzato il cortometraggio La coperta dei nomi, diretto da Andrew Quinn e Fabio Rossi della durata di 14 minuti, presentato nella sezione "Amici, complici e passanti" del Festival MIX Milano.
L'AIDS Memorial Quilt è stato il primo del suo genere, come un monumento in continua crescita. È stato inevitabile che dopo la coperta siano nati un numero sempre crescenti di progetti simili, per sensibilizzare l'opinione pubblica su differenti temi.
Dopo gli attentati dell'11 settembre 2001 molte coperte sono state realizzate per commemorare le vittime, mentre il K.I.A. Memorial Quilt è stato creato per ricordare i soldati caduti durante la guerra in Iraq. Progetti simili sono stati creati anche per malattie con la malattia di Huntington e il cancro al seno.